# Martensrade
Martensrade er en by og en kommune i det nordlige Tyskland, beliggende i Amt Selent/Schlesen i den nordlige del af Kreis Plön. Kreis Plön ligger i den østlige/centrale del af delstaten Slesvig-Holsten.

## Geografi
Martensrade er beliggende syd for Selenter See ved Bundesstraße 202. Mod sydøst ligger et naturschutzgebiet ved Gödfeldteich.
I kommunen ligger ud over Martensrade, landsbyerne og bebyggelserne Brook, Ellhornsberg, Klinten, Stellböken, Wittenberg og Wittenberger Passau samt godset Wittenberg der siden 1584 har været ejet af slægten Reventlow.